# Canadian Government Railways
Canadian Government Railways (CGR) war von 1914 bis 1918 die offizielle Bezeichnung für die staatlichen Eisenbahnen Kanadas. Am 1. August 1914 gegründet vereinigte sie mehrere bereits in Besitz des Staates befindliche Bahngesellschaften sowie einige kleinere private Bahnen in wirtschaftlicher Not. Dies waren im Einzelnen:
- Intercolonial Railway
- Moncton and Buctouche Railway
- National Transcontinental Railway
- International Railway of New Brunswick
- New Brunswick and Prince Edward Island Railway
- Prince Edward Island Railway (Spurweite 1067 mm)

Dazu kamen am 20. Mai 1918 in New Brunswick:
- Elgin and Havelock Railway
- St. Martins Railway
- Salisbury and Albert Railway
- York and Carleton Railway

Außerdem übernahm die CGR am 20. November 1918 die bankrotte Canadian Northern Railway einschließlich der Hudson Bay Railway. Einen Monat später, am 20. Dezember 1918 wandelte die Regierung die CGR in die Canadian National Railways um, deren offizielle Gründung jedoch erst am 6. Juni 1919 erfolgte.